# Denis Paret
Denis Paret, né le 5 février 1892 à Saint-Étienne, dans la Loire, et mort le 29 avril 1944, au camp de concentration de Natzweiler, en Allemagne, est un résistant français, responsable départemental Loire du mouvement Combat.

## Biographie
Né le 5 février 1892, à Saint-Étienne, capitale du premier bassin manufacturier et minier de France, Denis Paret est balancier (fabricant de balances). Chef d'entreprise (en association avec M. Moulin), son atelier est sis au 10, rue Villeboeuf, non loin de son domicile. 
En septembre 1942, la direction régionale du mouvement de résistance Combat le désigne comme responsable départemental Loire. Il succède à César Garnier, qui vient d'être arrêté par la police française.
En septembre 1942, sous l'autorité du général Delestraint, chef national, l'Armée secrète commence à se mettre en place, dans différents départements de la région R1.

## Arrestation
En 1976, Philippe Aziz, ancien élève de l'École des Chartes, dans un ouvrage qui fait référence, Histoire secrète de la Gestapo française dans le Lyonnais, écrit : « Les mouvements Combat, Libération, Franc-tireur avaient décidé la fusion de leurs formations militaires pour former l'Armée secrète (AS), en septembre 1942. Le 3 février 1943, une réunion de résistants eut lieu chez Paret, rue Basse-des-Rives. Malheureusement, alertées par une dénonciation, la Gestapo et les troupes allemandes envahirent la maison et arrêtèrent neuf participants, qui furent déportés ».